# Bobadela (Oliveira do Hospital)
Bobadela é uma povoação portuguesa sede da Freguesia de Bobadela do Município de Oliveira do Hospital, freguesia com 5,68 km² de área e 704 habitantes (censo de 2021), tendo, por isso, uma densidade populacional de 123,9 hab./km²

## Localização
Povoação e freguesia da antiga província da Beira Alta, município e comarca de Oliveira do Hospital, distrito e bispado de Coimbra. Um vale de onde não se avistam outras povoações, na margem direita do rio Alva e na esquerda do rio Mondego.

## Demografia
A população registada nos censos foi:
| Distribuição da População por Grupos Etários | Distribuição da População por Grupos Etários | Distribuição da População por Grupos Etários | Distribuição da População por Grupos Etários | Distribuição da População por Grupos Etários |
| -------------------------------------------- | -------------------------------------------- | -------------------------------------------- | -------------------------------------------- | -------------------------------------------- |
| Ano                                          | 0-14 Anos                                    | 15-24 Anos                                   | 25-64 Anos                                   | > 65 Anos                                    |
| 2001                                         | 145                                          | 93                                           | 404                                          | 119                                          |
| 2011                                         | 110                                          | 88                                           | 415                                          | 146                                          |
| 2021                                         | 90                                           | 70                                           | 364                                          | 180                                          |

## História
Antigamente foi da câmara de Linhares e pertencente à Casa do Infantado, que apresentava o prior, o qual tinha de renda 300$000 reis. Foi concelho, tendo dois juízes ordinários e câmara. A terra é muito fértil e saudável.
Diz o cronista: «Em tempos remotos Bobadela foi cidade, ou pelo menos povoação muito populosa, pelo que se vê em seus arrabaldes, em que se encontram pedras lavradas, colunas e outros objetos antiquíssimos em grande quantidade. Dentro da vila, ainda existia há anos um arco de pedra lavrada de muita magnificância e antiguidade, que indicava ser porta de muralha. Ignora-se que cidade seria ou por que nome seria conhecida.
A igreja de três naves é muito antiga, assim como a capela do Santo Cristo, que tem a parede feita de arcos hoje tapados, exceto o que serve de porta. Fica perto do adro da matriz, muito extenso, cheio de sepulturas e de grande quantidade de pedras à maneira de marcos lavrados. Aos lados, cabeceiras e pés de todas elas se veem lavradas cruzes como as das comendas. Julgava-se que nas proximidades houve grande batalha contra os romanos ou os mouros, e que tais sepulturas pertencem aos cavaleiros lusitanos mortos na peleja. As contínuas guerras da Idade Média portuguesa destruíram tanto a vila que em 1750 contava somente 78 habitantes. Mas como vila portuguesa, é antiga, pois D. Afonso III lhe deu foral na Guarda em 1256; e D D Manuel I foral novo em Lisboa em 15 de outubro de 1513.
Foi vila e sede de concelho até ao início do século XIX. Este era constituído por uma freguesia e tinha, em 1801, 634 habitantes.

## Património
- Ruínas romanas de Bobadela
- Anfiteatro romano da Bobadela
- Pelourinho de Bobadela
- Anta do Pinheiro dos Abraços
- Ponte romana de Bobadela ou Ponte de Bobadela
- Capelas de Nossa Senhora do Socorro, Nossa Senhora da Luz e de S. Sebastião
- Cruzeiro da Rua Álvaro António Piano
- Cruzeiro da Rua Emília Pestana Coelho
- Via-sacra
- Casas manuelina, oitocentista, dos Vaz Pato, dos Godinhos e casa antiga (à entrada da Bobadela)
- Dólmen da Orca da Bobadela
- Alminhas, destacando-se as que existem junto dos lavadouros da povoação e as alminhas da Laginha[5].

## Museus
- Museu Municipal Dr. António Simões Saraiva
- Museu do Azeite
- Centro Interpretativo de Bobadela Romana